# MS Sans Serif
MS Sans Serif é uma fonte proporcional introduzida no Windows 1.x como "Helv". Ela é uma marca registrada da Microsoft Corporation.
Foi modificada para a nomeclatura actual a partir do Windows 3.1. É a fonte padrão dos sistemas Windows 3.1, Windows 95, Windows NT 4.0, Windows 98, e Windows ME.
A fonte é similar aos formatos de Arial e Helvetica (esta servindo de origem da sigla "Helv").